# Ляскі-Малі (Вармінсько-Мазурське воєводство)
Ляскі-Малі (пол. Laski Małe, нім. Klein Lasken) — село в Польщі, у гміні Каліново Елцького повіту Вармінсько-Мазурського воєводства.
Населення — 154 особи (2011).
У 1975-1998 роках село належало до Сувальського воєводства.

## Демографія
Демографічна структура станом на 31 березня 2011 року:
|          | Загалом | Допрацездатний вік | Працездатний вік | Постпрацездатний вік |
| -------- | ------- | ------------------ | ---------------- | -------------------- |
| Чоловіки | 82      | 24                 | 54               | 4                    |
| Жінки    | 72      | 22                 | 38               | 12                   |
| Разом    | 154     | 46                 | 92               | 16                   |